# Batac
Batac (Lungsod ng Batac o Ciudad ti Batac) es un municipio filipino de categoría de ciudad perteneciente a  la provincia de Ilocos Norte en la Región Administrativa de Ilocos, también denominada Región I.

## Geografía
Esta ciudad se encuentra ubicado en el extremo noroeste de la isla de Luzón, a  11.2 km de la costa oriental del Mar de la China Meridional.
Linda con los municipios de  Banna, Currimao, Paoay, Pinili, Sarrat, Marcos y San Nicolás.

### Barangayes
Badoc se divide, a los efectos administrativos, en 43 barangayes o barrios, todos de  carácter rural, excepto Baay,  Valdez, y Ricarte.
| - Ablan (Labucao) - Acosta (Iloilo) - Aglipay (Población) - Baay - Baligat - Bungon - Baoa del Este - Baoa del Oeste | - Barani (Población) - Ben-agan (Población) - Bil-loca - Biningan - Callaguip (Población) - Camandingan - Camguidan - Cangrunaan (Población) | - Capacuan - Caunayan (Población) - Colo - Dariwdiw - Lacub - Mabaleng - Magnuang - Maipalig - Nagbacalan - Naguirangan - Palongpong | - Palpalicong (Población) - Parangopong - Payao - Pimentel (Cubol) - Quiling del Norte - Quiling del Sur - Quiom - Rayuray | - Ricarte (Nalasin) - San Julián (Población) - San Mateo - San Pedro - Suabit (Población) - Sumader - Tabug - Valdez (Caoayan) |

## Historia
La ciudad fue fundada por los agustinos en 1587 bajo el patrocinio de la Inmaculada Concepción, siendo la segunda ciudad más antigua de Ilocos Norte. 
El primer sacerdote asignado a catequizar a los nativos  fue el Esteban Marín, un agustino que probablemente llegó a Batac en 1585. Paoay y Dinglas (Dingras) eran entonces las visitas de Batac.
La comunidad Itneg ocupaba  Nangalisan, mientras que la cristiana  ocupa San José, que ahora se llama Barangay Palpalicong. Los grupos étnicos minoritarios de Bangui y Nueva Era son los descendientes prehispánicas de los primeros habitantes de Batac.

## Atractivos turísticos

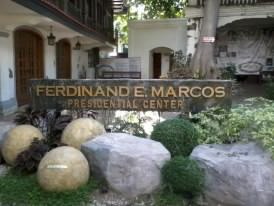
Museo y mausoleo Marcos en Batac.

- Museo y mausoleo Marcos, muestra objetos de recuerdo del fallecido presidente, desde su paso por las fuerzas armadas hasta su presidencia.